# 圣日耳曼迪皮内勒
圣日耳曼迪皮内勒（法語：Saint-Germain-du-Pinel，法語發音：[sɛ̃ ʒɛʁmɛ̃ dy pinɛl]）是法国伊勒-维莱讷省的一个市镇，位于该省东部偏南，属于富热尔-维特雷区。

## 地理
圣日耳曼迪皮内勒（48°0'44"N, 1°9'58"W）面积11.3 平方千米，位于法国布列塔尼大區伊勒-维莱讷省，该省份为法国西北部沿海省份，位于布列塔尼半岛东部，北濒大西洋，西接阿摩尔滨海省和莫尔比昂省，南至大西洋卢瓦尔省，西南端接曼恩-卢瓦尔省，东临马耶讷省，东北与芒什省接壤。
与圣日耳曼迪皮内勒接壤的市镇（或旧市镇、城区）包括：阿让特雷迪普莱西、多马兰、塞什河畔热讷、穆捷。

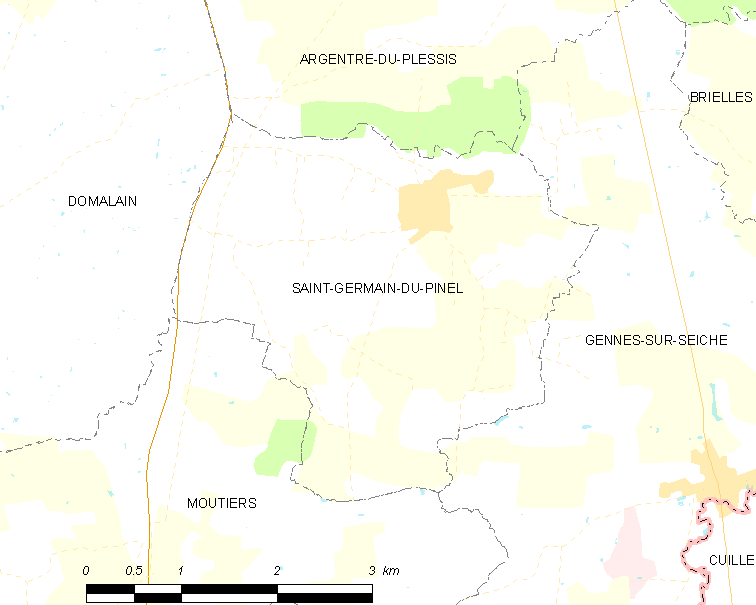
圣日耳曼迪皮内勒的OSM定位图

圣日耳曼迪皮内勒的时区为UTC+01:00、UTC+02:00（夏令时）。

## 行政
圣日耳曼迪皮内勒的邮政编码为35370，INSEE市镇编码为35272。

## 政治
圣日耳曼迪皮内勒所属的省级选区为布列塔尼地区拉盖尔什县。

## 人口

1962-2008年间圣日耳曼迪皮内勒人口变化图示

圣日耳曼迪皮内勒于2022年1月1日时的人口数量为1007人。